# Xhemil Tagani
Xhemil Tagani (ur. 6 lutego 1945 w Tiranie, zm. 4 stycznia 2021 w Tiranie)  – albański aktor.

## Życiorys
W 1968 ukończył studia na wydziale aktorskim Instytutu Sztuk w Tiranie. Rok później rozpoczął pracę w Teatrze Ludowym w Tiranie, z którym był związany do końca swojej kariery artystycznej. Na scenie narodowej zagrał ponad 70 ról. Na dużym ekranie zadebiutował jeszcze w czasie studiów, epizodyczną rolą w filmie Ngadhnjim mbi vdekjen. Wystąpił w dziesięciu filmach fabularnych. Zmarł 4 stycznia 2021 w Tiranie i został pochowany na cmentarzu Tufinë.

## Filmografia
- 1967: Zwycięstwo nad śmiercią
- 1969: Perse bie kjo daulle
- 1976: Zakrwawiona ziemia jako Maksut
- 1984: Taulant chce mieć siostrę jako kierowca
- 1985: Kamienie mojego domu jako Bilbil
- 1985: Cienie za nami jako Lamja
- 1987: Baśń z przeszłości jako duchowny Sotir
- 1987: Nesër është vonë jako Nexhat
- 1989: Powrót martwej armii
- 1989: Kto jest zabójcą? jako Lytfi Zhurba
- 1989: Noc jako pracownik domu kultury